# Онникова, Екатерина Ивановна
Екатери́на Ива́новна О́нникова (16 ноября 1918, с. Сядемка, Тамбовская губерния — ?) — звеньевая совхоза им. Сталина Соседского района, Герой Социалистического Труда (1948).

## Биография
Получила начальное образование.
В 1930—1932 годы работала в совхозе «Подъём» Пичаевского района Тамбовской области, в 1932—1936 — в колхозе «Наша сила» Земетчинского района Пензенской области, в 1936—1942 — на стеклозаводе «Красное эхо» в Гусь-Хрустальном (Владимирская область).
С 1942 года — звеньевая свеклосовхоза в с. Липовка Соседского района Пензенской области. В 1943 году вступила в ВКП(б).
18 мая 1948 года за получение высокого урожая ржи (35,8 центнеров с гектара) на площади 10 га Указом Президиума Верховного Совета СССР присвоено звание Героя Социалистического Труда.
В 1964—1970 годы — звеньевая свеклосовхоза «Михайловский» (Панинский район Воронежской области).
В 1970 году вышла на пенсию; жила в селе Вяземка Земетчинского района Пензенской области.

## Награды
Звание Героя Социалистического Труда с вручением золотой медали «Серп и Молот» (№ 2235) и ордена Ленина (№ 73959) (18.05.1948)

## Комментарии
1. ↑  Ныне — в Земетчинском районе Пензенской области.
2. ↑  Ныне — с. Соседка Башмаковского района Пензенской области.